# Krka (przedsiębiorstwo)

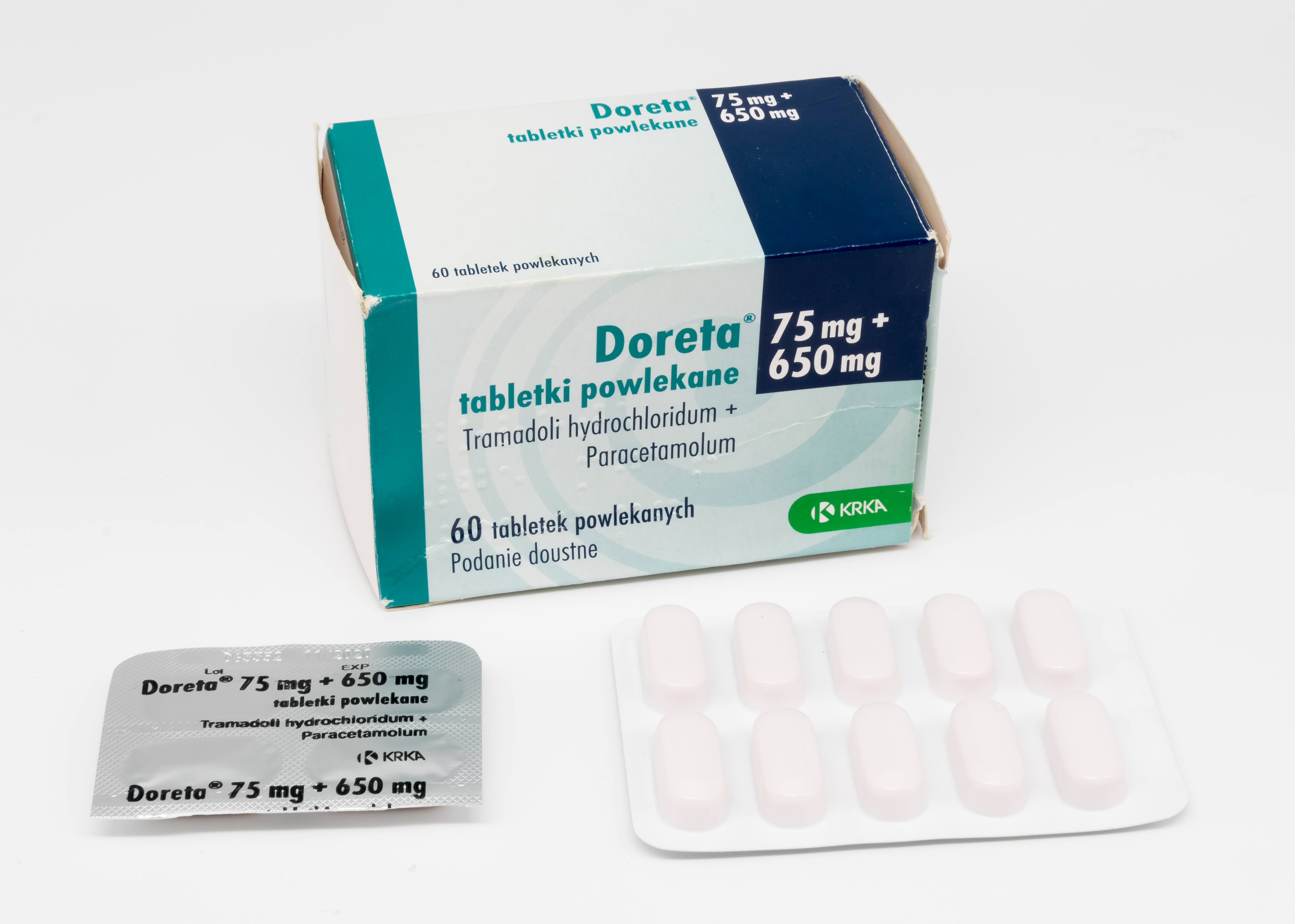
Lek Doreta produkowany przez Krka

Krka, d. d., Novo mesto to międzynarodowe, generyczne przedsiębiorstwo farmaceutyczne z siedzibą w Novo Mesto w Słowenii. W roku 2023, całkowita sprzedaż Grupy Krka wyniosła ponad 1,8 mld EUR, zaś całkowity zysk netto osiągnął wartość 313,7 mln EUR. Krka sprzedaje swoje produkty do ponad 70 krajów. W Słowenii firma posiada zakłady produkcyjne w Ločnej i Bršljinie (oba w Novo Mesto), Krško, Šentjernej i Ljutomer; kilka działów zlokalizowanych jest również w różnych częściach Lublany. Oprócz tego, zakłady produkcyjne Krka znajdują się też w Polsce, Chorwacji, Niemczech oraz Rosji. Na koniec roku 2023, Grupa Krka zatrudniała łącznie 12 753 pracowników.

## Działalność i produkty
Działalność spółki opiera się na produkcji farmaceutycznej i chemicznej. Leki na receptę stanowią jej sztandarową kategorię produktów, z udziałem w całkowitej sprzedaży Grupy Krka na poziomie 81,7% (dane za rok 2023). Kolejną pod względem wielkości sprzedaży grupę stanowią produkty bez recepty (9,9%) i produkty weterynaryjne (5,8%).
Krka produkuje szeroką gamę leków na receptę stosowanych w leczeniu chorób układu krążenia, chorób przewodu pokarmowego, chorób ośrodkowego układu nerwowego, bólu, cukrzycy i zakrzepów. Firma produkuje również leki onkologiczne, leki przeciwinfekcyjne, leki stosowane w leczeniu chorób krwi i narządów krwiotwórczych, leki na choroby układu moczowego, a także leki na choroby układu oddechowego.
Produkty Krka bez recepty mają na celu zapobieganie chorobom i leczenie drobnych schorzeń, które nie wymagają pomocy medycznej. Kluczowe kategorie tych produktów to leki na kaszel i przeziębienie, witaminy i minerały, środki przeciwbólowe, leki stosowane w leczeniu chorób przewodu pokarmowego i zaburzeń metabolicznych, leki przeciwalergiczne oraz produkty poprawiające pamięć i koncentrację.
Kluczowe produkty weterynaryjne przeznaczone są dla zwierząt domowych: mowa tu o środkach przeciwpasożytniczych, środkach przeciwbólowych i lekach przeciwinfekcyjnych. Firma produkuje również leki stosowane w terapii schorzeń zwierząt hodowlanych.
Działalność Krka uzupełniają usługi uzdrowiskowe i turystyczne spółki zależnej, Terme Krka Group. Łączy ona jednostki biznesowe kompleksów uzdrowiskowych i hoteli: Terme Dolenjske Toplice, Terme Šmarješke Toplice, nadmorskiego centrum Talaso Strunjan i Otočec Hotels. Podstawową działalnością Terme Krka jest rehabilitacja medyczna osób ze schorzeniami układu mięśniowo-szkieletowego oraz chorobami układu krążenia i układu oddechowego.

## Rynki i sieć biznesowa
Krka to przedsiębiorstwo międzynarodowe, sprzedające 94% swoich produktów na ponad 70 rynkach na całym świecie. Spółki zależne i przedstawicielstwa Krka obecne są na najważniejszych rynkach, podczas gdy zakłady produkcyjne znajdują się nie tylko w Słowenii, ale także w Polsce, Chorwacji, Niemczech i Rosji.
Największymi rynkami zbytu Krka są Rosja, Polska i Niemcy. Europa Wschodnia jest największym regionem sprzedaży Grupy Krka, reprezentującym 33% całkowitej sprzedaży. Następnie plasują się: Europa Środkowa z 22,1% całkowitej sprzedaży, region Europy Zachodniej z 20,5% całkowitej sprzedaży i region Europy Południowo-Wschodniej z 14,3% całkowitej sprzedaży. W Słowenii Krka osiągnęła 6,2% swojej całkowitej sprzedaży. Produkty Krka są również dostępne na Bliskim i Dalekim Wschodzie, w Afryce i obu Amerykach. Rynki zamorskie odpowiadają za 4,2% całkowitej sprzedaży.

## Badania i rozwój
Krka opracowuje innowacyjne leki generyczne z wartością dodaną, wykorzystując swoją wiedzę i doświadczenie. Firma produkuje głównie znane substancje czynne, wykorzystując własne metody syntezy, a następnie wykorzystuje najnowocześniejsze technologie i innowacyjne rozwiązania do opracowywania i produkcji swoich leków. Rozległe i zaawansowane badania technologiczne, analityczne, przedkliniczne i kliniczne pozwalają firmie Krka tworzyć złożone produkty w innowacyjnych postaciach farmaceutycznych. Firma produkuje również kombinacje pojedynczych tabletek zawierające dwie lub więcej substancji czynnych, umożliwiając pacjentom podwójną lub potrójną terapię w jednej tabletce.
Wiele rozwiązań technologicznych firmy jest chronionych patentami, a produkty sprzedawane są pod markami własnymi Krka.

## Jakość
Produkcja odbywa się zgodnie z międzynarodowymi standardami produkcyjnymi i farmaceutycznymi, obejmując wszystkie etapy od rozwoju i produkcji po kontrolę oraz zapewnienie jakości, przechowywanie i dystrybucję.
Zgodność z tymi standardami jest potwierdzana poprzez regularne kontrole organów regulacyjnych, audyty partnerów i ciągłą certyfikację systemu zarządzania jakością.
Pierwszy system jakości w Krka został ustanowiony w roku 1954, czyli w momencie powstania firmy, a laboratorium kontrolne początkowo mierzyło zaledwie 12 metrów kwadratowych. Wraz z rozwojem branży farmaceutycznej, wzrosła także intensywność działań regulacyjnych. W konsekwencji wdrożono dobre praktyki produkcyjne, inne dobre praktyki i dodatkowe systemy zarządzania jakością. Firma przestrzega licznych norm, w tym: ISO 9001 (od 1996 r.), Responsible Care (od 2000 r.), ISO 14001 (od 2001 r.), HACCP (od 2004 r.), OHSAS 18001 (od 2005 r.), ISO/IEC 27001 (od 2007 r.), BS 25999 (od 2011 r.) i ISO 45001 (od 2020 r.).
W roku 2007 Krka zmodernizowała swój system zarządzania jakością uwzględniając zasady Modelu Doskonałości Europejskiej Fundacji Zarządzania Jakością.
W 2023 r. firma otrzymała swój pierwszy rating S&P Global CSA, który oceniał zrównoważony charakter jej działalności (ESG). Krka opracowuje innowacyjne leki generyczne z wartością dodaną, wykorzystując własną wiedzę specjalistyczną.

## Historia
Krka powstała w oparciu o długą tradycję aptekarską regionu Novo Mesto. Pierwsze apteki pojawiły się tam za murami klasztorów już w XII i XIII wieku. W XV wieku w Novo Mesto założono aptekę klasztorną. Pierwsza regionalna apteka w Novo Mesto powstała w 1570 roku przy wsparciu tamtejszych władz. Zarządzał nią Peter Klaus, który pracował jako pomocnik aptekarza. Placówka działała nieprzerwanie przez 380 lat, aż do 1950 r., kiedy to została znacjonalizowana i przemianowana na Aptekę Miejską Novo Mesto.
Laboratorium Farmaceutyczne Krka zostało założone w 1954 roku z inicjatywy Borisa Andrijaniča, który w tym czasie prowadził Aptekę Miejską Novo Mesto. Początkowo laboratorium to zatrudniało tylko dziewięciu pracowników, lecz w ciągu dwóch lat rozwinęło się już w fabrykę farmaceutyczną. Pierwsze leki zostały zarejestrowane na rynku krajowym (słoweńskim), jednak już w latach 60. ubiegłego wieku Krka zaczęła wkraczać na rynki zagraniczne. W tym okresie firma dodała do swojego portfolio licencjonowane produkty, a pod koniec lat 70. uzyskała pierwsze rejestracje amerykańskiej Agencji Żywności i Leków (FDA) do produkcji antybiotyków.
Na początku lat 80. Krka skoncentrowała się na rozwoju własnych produktów generycznych z wartością dodaną. Zaczęła rozszerzać swoją międzynarodową sieć marketingową, znacząco wzmacniając swoją pozycję na rynkach europejskich. W tym okresie Krka intensywnie zwiększała swoje moce produkcyjne oraz inwestowała w badania i rozwój.
W 1985 r. powołano Miloša Kovačiča na nowego prezesa zarządu Krka. W 1997 r. Krka stała się spółką akcyjną i wprowadziła swoje akcje na Giełdę Papierów Wartościowych w Lublanie. W 2005 r. Jože Colarič został trzecim prezesem zarządu i dyrektorem generalnym.

## Krka w Polsce
KRKA-POLSKA jest częścią międzynarodowej korporacji, powstałej w Słowenii w 1954 r., a od 50 lat obecnej na polskim rynku.
Wzajemny szacunek, zaufanie i partnerstwo są podstawą relacji firmy ze środowiskiem medycznym i farmaceutycznym, co w połączeniu z podejmowaniem aktywności z zakresu społecznej odpowiedzialności biznesu pozwala z sukcesem łączyć działania biznesowe z wypełnianiem misji Krka: „Żyć Zdrowym Życiem”.
Podstawowymi kierunkami działalności KRKA-POLSKA są:
- produkcja wysokiej jakości leków generycznych z wartością dodaną,
- dystrybucja leków Krka,
- promocja produktów.

Jako producent i dystrybutor leków, Krka jest jedną z największych i dynamicznie rozwijających się firm sektora farmaceutycznego w Polsce. Zatrudnia dziś niemal 700 pracowników, a nowoczesny zakład produkcyjny w Warszawie wytwarza do 400 milionów tabletek rocznie.
Ponad 80% sprzedaży wszystkich leków Krka zarówno w Polsce, jak i na świecie, stanowią leki na receptę. Szerokie portfolio obejmuje różnorodne obszary terapeutyczne, jednak w Polsce wiodącymi produktami są:
- leki hipolipemizujące – leki z grupy statyn,
- leki stosowane w leczeniu nadciśnienia tętniczego z grupy sartanów oraz sartanów łączonych z diuretykami.

Równie istotne są produkty z grupy:
- leków stosowanych w leczeniu chorób przewodu pokarmowego, w szczególności z grupy inhibitorów pompy protonowej, stosowanych w profilaktyce oraz leczeniu wrzodów żołądka i dwunastnicy,
- leków przeciwdepresyjnych z grupy selektywnych i nieselektywnych inhibitorów wychwytu zwrotnego serotoniny (tzw. SSRI i NSSRI),
- leków przeciwpsychotycznych – grupy leków atypowych do stosowania w schizofrenii i chorobie afektywnej dwubiegunowej,
- środków przeciwbólowych, nie tylko z grupy niesteroidowych leków przeciwzapalnych, ale także z grupy nowoczesnych leków skojarzonych.

Krka oferuje również atrakcyjne portfolio produktów dostępnych bez recepty m.in. popularne na polskim rynku preparaty, takie jak:
- Septolete ultra – szeroka gama produktów na ból gardła,
- Bilobil – produkty wspomagające pamięć i koncentrację,
- Nolpaza control – rozwiązanie problemów ze zgagą na długi czas,
- Nalgesin mini – środek przeciwbólowy.

Także produkty weterynaryjne Krka, głównie antybiotyki dla zwierząt, są od wielu lat szeroko i chętnie stosowane przez polskich hodowców i lekarzy weterynarii. Jedną z najbardziej znanych marek w portfolio weterynaryjnym jest Fypryst – roztwór do spryskiwania i nakraplania skóry psów i kotów, przeciwko pasożytom zewnętrznym.
Krka jest piątą firmą generyczną spośród ponad 300 firm farmaceutycznych w Polsce i trzecią zagraniczną firmą generyczną.
W Polsce, w Warszawie, znajduje się jedno z 5 centrów produkcyjno-dystrybucyjnych Krka. Powstała w 2001 r. wytwórnia leków Krka oraz centrum dystrybucyjne to jeden z najnowocześniejszych tego rodzaju obiektów w Polsce. Wysoką jakość leków gwarantuje produkcja zgodna z normami unijnymi, a także normami Dobrej Praktyki Wytwarzania i Dystrybucji (GMP) oraz złożony, wewnętrzny system kontroli jakości.
Produkowane są tu leki w postaci stałej (tabletki i tabletki powlekane), a moc produkcyjna fabryki dochodzi do 400 milionów tabletek rocznie.
Produkcja odbywa się w systemie trzyzmianowym i obejmuje wszystkie fazy procesu wytwarzania: naważanie, granulację, tabletkowanie, powlekanie oraz pakowanie. Fabryka posiada także własne, specjalistyczne laboratorium kontroli jakości wyposażone w sprzęt wysokiej klasy.
Dziś KRKA-POLSKA jest nie tylko liczącym się krajowym producentem leków, ale też eksporterem wytwarzanych tu produktów na ponad 30 rynków, m.in. Wielkiej Brytanii, Niemiec, Francji, Hiszpanii i krajów skandynawskich.